# Merengue

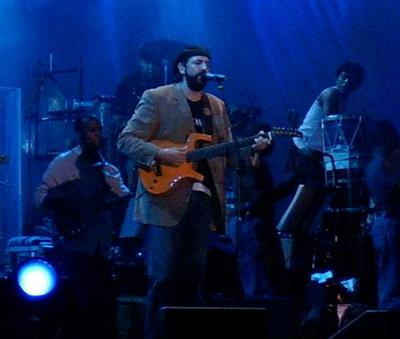
Juan Luis Guerra

Merengue is een muziek- en dansstijl die evenals de bachata afkomstig is uit de Dominicaanse Republiek. Het tempo ligt hoger dan dat van salsa en de basis-danspas is eenvoudiger (1,2,1,2 versus 1,2,3,(4),5,6,7,(8) in de salsa). Nog hoger ligt het tempo bij de zogenaamde hot merengue; die heeft wellicht het snelste ritme van alle Latijns-Amerikaanse muziekstijlen en dansen.

## Afkomst
Het precieze ontstaan van de merengue is onbekend. De traditionele merengue is in ieder geval ontstaan uit door Afrikaanse slaven meegebrachte percussie en traditionele zang, vermengd met invloeden uit Taíno- en Spaanse muziek. Tegenwoordig zijn echter ook duidelijk invloeden uit andere Latijns-Amerikaanse genres merkbaar. 
Gedurende de 19e eeuw werd het genre door de hogere klassen vooral gezien als volks. In de jaren dertig van de 20e eeuw kreeg de merengue echter een lift, doordat het werd ingezet als propagandamiddel van de Dominicaanse dictator Rafael Trujillo. In die tijd werden grote merenguefestivals georganiseerd en de bijbehorende muziek was doorlopend op de radio te horen. Na zijn dood bleef de merengue een belangrijk onderdeel van de cultuur.

## De dans
Er wordt beweerd dat de typische dansbeweging ontstond uit het stappen van aan elkaar geketende slaven maar daar is geen zekerheid over. 
Typisch voor merengue is de heupbeweging. In de basispas (van de heer uit bekeken): de linkervoet gaat zijwaarts naar links zonder er op te steunen terwijl het rechterbeen gestrekt blijft waardoor de linkerheup laag blijft (tel 1), nu wordt het lichaamsgewicht verplaatst naar de linkervoet. Tegelijk wordt het linkerbeen gestrekt waardoor de linkerheup omhoog komt, het rechterbeen buigt zodat de rechterheup daalt en de rechtervoet wordt bijgeschoven. De rechterheup is nu dus laag en de rechterknie is gebogen (tel 2). Ten slotte komt het gewicht opnieuw op de rechtervoet, het been wordt gestrekt waardoor de rechterheup omhoog komt en tegelijk wordt de linkervoet zijwaarts uitgestoken (opnieuw tel 1).

## Muziek
Traditioneel wordt de merengue gespeeld met een tambora, een guira en een accordeon. Tegenwoordig worden ook conga's, bongo's, keyboard, timbales, basgitaren en diverse blaasinstrumenten gebruikt.
Bekende merenguemuzikanten zijn onder meer Juan Luis Guerra, Eddy Herrera, Elvis Crespo, Johnny Ventura, Kinito Mendez, Miriam Cruz, Fernandito Villalona en Las Chicas Del Can.